# Naturpark Stechlin-Ruppiner Land
Naturpark Stechlin-Ruppiner Land er en naturpark i den nordlige del af en tyske delstat Brandenburg. Naturpark har navn efter Großer Stechlinsee og det historiske landskab Ruppiner Land og omfatter landskaberne Rheinsberger Seengebiet og Ruppiner Schweiz.
Et område på 1.774 kektar omkring Großen Stechlinsee fik allerede 1938 status som naturschutzgebiet. 8.760 hektar i Naturschutzgebiet Stechlin blev beskyttet 15. november 2002. Oprettelsen af naturpark blev bekendtgjort i 2001 
I Naturpark Stechlin-Ruppiner Land ligger mere end halvdelen af de naturlige søer i Brandenburg og derudover nogle særegenheder som forekomsten af brunvandede søer moser, og skove, især bøgeskove. Naturparken har et areal på ca. 680 km², deraf består ca. 62 % af skov, ca. 7 % søer (mere end 100) og floder, ca. 17 % dyrket mark, ca. 9 % græsarealer og ca. 5 % af infrastruktur og boligareal.

## Beliggenhed og vejforbindelser
Naturparken ligger i Landkreisene Oberhavel (ca. 1/3) og Ostprignitz-Ruppin (ca. 2/3) i den nordlige del af delstaten Brandenburg og grænser mod øst til til Mecklenburg-Vorpommern og Naturpark Uckermärkische Seen. Naturparken omfatter områder af byerne Fürstenberg/Havel, Gransee, Lindow (Mark), Neuruppin, Rheinsberg og Wittstock/Dosse samt kommunerne Großwoltersdorf, Herzberg (Mark), Sonnenberg, Stechlin, Storbeck-Frankendorf og Vielitzsee.
Bundesstraße B 122 fører gennem området, og ved den østlige udkant sgår Bundesstraße B 96 og ved sydenden Bundesstraße 167.

## NaturParkHaus
Besøgscentret i naturpark ligger i Menz. I NaturParkHaus vises en interaktiv udstilling, som er særligt interessant for børn, og hvor de karakteristiske levesteder i området - bøgeskove, moser og søer - bliver præsenteret med deres indbyggere. NaturParkHausdrives af en forening, „Naturlandschaft Stechlin und Menzer Heide e. V.“, som også tilbyder et omfattende program af miljøuddannelser.

## Literatur
- Tom Kirschey, Silke Oldorff: Das Naturschutzgebiet Stechlin im Naturpark Stechlin-Ruppiner Land. In: Jahrbuch Ostprignitz-Ruppin, Jahrgang 12, 2002, S. 136–140.
- Manfred Lütkepohl, Martin Flade (Hrsg.): Das Naturschutzgebiet Stechlin. In: Natur und Text, Rangsdorf 2004, ISBN 3-9807627-8-5, 267 S.